# Siemion Makagonow
Siemion Aleksiejewicz Makagonow (ros. Семён Алексеевич Макагонов, ur. 1903 w guberni woroneskiej, zm. 1993) – radziecki działacz partyjny.

## Życiorys
Działał w WKP(b), był I zastępcą przewodniczącego Państwowego Komitetu Planowania (Gospłanu) RFSRR, a od 1937 do czerwca 1938 I sekretarzem Amurskiego Komitetu Obwodowego WKP(b). W 1938 został deputowanym do Rady Najwyższej RFSRR. 1 sierpnia 1938 został aresztowany, 13 maja 1941 jego sprawę umorzono. Został pochowany na Cmentarzu Nowodziewiczym.